# Francesc Viñas

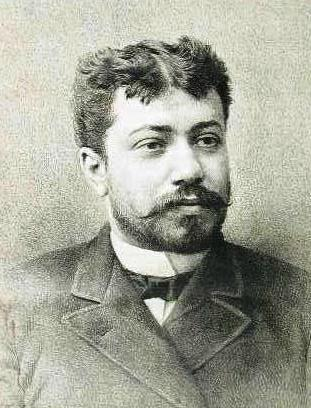
Francesc Viñas vers 1891.

Francesc Viñas i Dordal, né le 27 mars 1863 et mort le 14 juillet 1933, est un ténor d'opéra espagnol. Il est connu sous le nom de Francisco Viñas en espagnol et sous le nom de Francesco Vignas en italien. Il est particulièrement connu pour ses représentations dans les opéras de Richard Wagner et il chante dans la première production de Parsifal en dehors de Bayreuth,,,.

## Biographie
Viñas naît à Moià, une petite ville près de Barcelone. À 23 ans, il s'inscrit à des cours de chant au Conservatoire de Barcelone où il étudie avec Gonzalo Tintorer Latour (ca). Après l'avoir entendu dans certains concerts du conservatoire, Juan Goula, chef d'orchestre principal au Gran Teatre del Liceu, l'incite à étudier le rôle-titre de Lohengrin. Viñas fait ses débuts à l'opéra au Liceu le 9 février 1888 dans Lohengrin. Ce sera l'un de ses rôles phares.
Julián Gayarre, autre ténor espagnol connu pour ses rôles wagnériens, est dans le public du Liceu pour les débuts de Viñas. Il aurait été si impressionné par la performance qu'il aurait donné à Viñas son propre costume de Lohengrin. Viñas reçoit rapidement des invitations à chanter dans d'autres opéras espagnols ainsi qu'en Italie. En l'espace de trois ans, il interprète 120 fois Lohengrin. Il fait ses débuts au Teatro Regio de Turin en 1890 et à La Scala de Milan en 1891, les deux cas en tant que Lohengrin.
Viñas est marié à la mezzo-soprano italienne Giulia Novelli (1859-1932).

## Héritage
En 1963, le concours de chant Francisco Viñas a été fondé en son honneur,.